# Lapo Pistelli
Lapo Pistelli (ur. 20 czerwca 1964 we Florencji) – włoski polityk i politolog, europoseł, deputowany krajowy, wiceminister spraw zagranicznych.

## Życiorys
Ukończył w 1988 studia politologiczne na Uniwersytecie we Florencji. Pracował jako dziennikarz i publicysta, był także wykładowcą akademickim. W okresie od 1985 do 1995 był radnym różnych szczebli i członkiem samorządowej egzekutywy (ds. edukacji).
W drugiej połowie lat 80. pełnił kierownicze funkcje w młodzieżowych organizacjach chadeckich. W 1995 został sekretarzem regionalnym Włoskiej Partii Ludowej w Toskanii. W 1996 i 2001 był wybierany w skład Izby Deputowanych XIII i XIV kadencji.
W wyborach w 2004 uzyskał mandat posła do Parlamentu Europejskiego z ramienia Drzewa Oliwnego (jako kandydat partii Margherita, współtworzonej przez ludowców). Był wiceprzewodniczącym grupy Porozumienia Liberałów i Demokratów na rzecz Europy, członkiem Komisji Wolności Obywatelskich, Sprawiedliwości i Spraw Wewnętrznych oraz Komisji Gospodarczej i Monetarnej.
Z PE odszedł w 2008 w związku z wyborem (z ramienia Partii Demokratycznej) w skład Izby Deputowanych XVI kadencji. Mandat utrzymał w 2013 na XVII kadencję. 3 maja 2013 został wiceministrem spraw zagranicznych w rządzie Enrica Letty, pozostając na tym stanowisku również w kolejnym gabinecie. Odszedł z tej funkcji w czerwcu 2015 w związku z nominacją do zarządu koncerny petrochemicznego Eni.